# Calgary Herald
The Calgary Herald é um jornal que circula diariamente pelo Canadá, com sede em Calgary, Alberta.